# رئیس دفاع
رئیس دفاع (انگلیسی: Chief of defence) یا فرمانده دفاع بالاترین مقام نظامی نیروهای مسلح در کشورهای عضو اتحادیه اروپا و برخی از کشورهای عضو ناتو است. صرف نظر از نامگذاری رسمی ملی آن مقام، نوعی تغییر در فرمانده کل قوا، رئیس ستاد، فرمانده عالی یا چیز دیگری، می‌توان همه آنها را به طور واضح به عنوان رئیس دفاع در اصطلاحات ناتو و اتحادیه اروپا نامید، اگرچه گاهی اوقات اصطلاحات دیگری نیز در ناتو دیده می‌شود. نمونه‌هایی از رئیس دفاع، رئیس ستاد مشترک نیروهای مسلح ایالات متحده آمریکا، رئیس ستاد دفاع بریتانیا، بازرس کل بوندس‌وهر آلمان و رئیس ستاد دفاع نروژ است.
ناتو و اتحادیه اروپا گاهی اوقات جلسات رؤسای دفاع کمیته نظامی ناتو و کمیته نظامی اتحادیه اروپا را برگزار می‌کنند.